# Planwagen
Als Planwagen bezeichnet man einen traditionell von Pferden oder Ochsen gezogenen Wagen mit einem meist bogenförmigen Planendach, das im Laufe der Entwicklung unterschiedliche Ausführungen bekam.

## Ausstattung und Nutzung
Planwagen werden heute in verschiedenen Ländern als Campingwagen für Urlauber, in Deutschland vor allem für Gruppenfahrten mit Ausflugcharakter genutzt. Statt der Pferde werden, etwa bei Karnevalsumzügen, oft auch Traktoren oder umgebaute LKW als Zugmaschinen eingesetzt. Kutschfahrten mit Planwagen dienen heute aber auch didaktischen Zwecken, sowohl in der Lehrerbildung als auch in der Kinder- und Jugenderziehung.
Die Ausstattung folgt dem jeweiligen Nutzungszweck: Der Innenausbau von Camping-Planwagen entspricht in der Machart häufig dem von einfachen Wohnmobilen, während Planwagen für Gruppenfahrten meist zwei an den Längsseiten des Wagens angeordnete lange Sitzbänke mit einem langen Tisch in der Mitte aufweisen. Kleinere Planwagen lassen sich oft durch Abnehmen der Plane und des Gestänges zu einer normalen Wagonette umbauen.

## Historische Planwagen

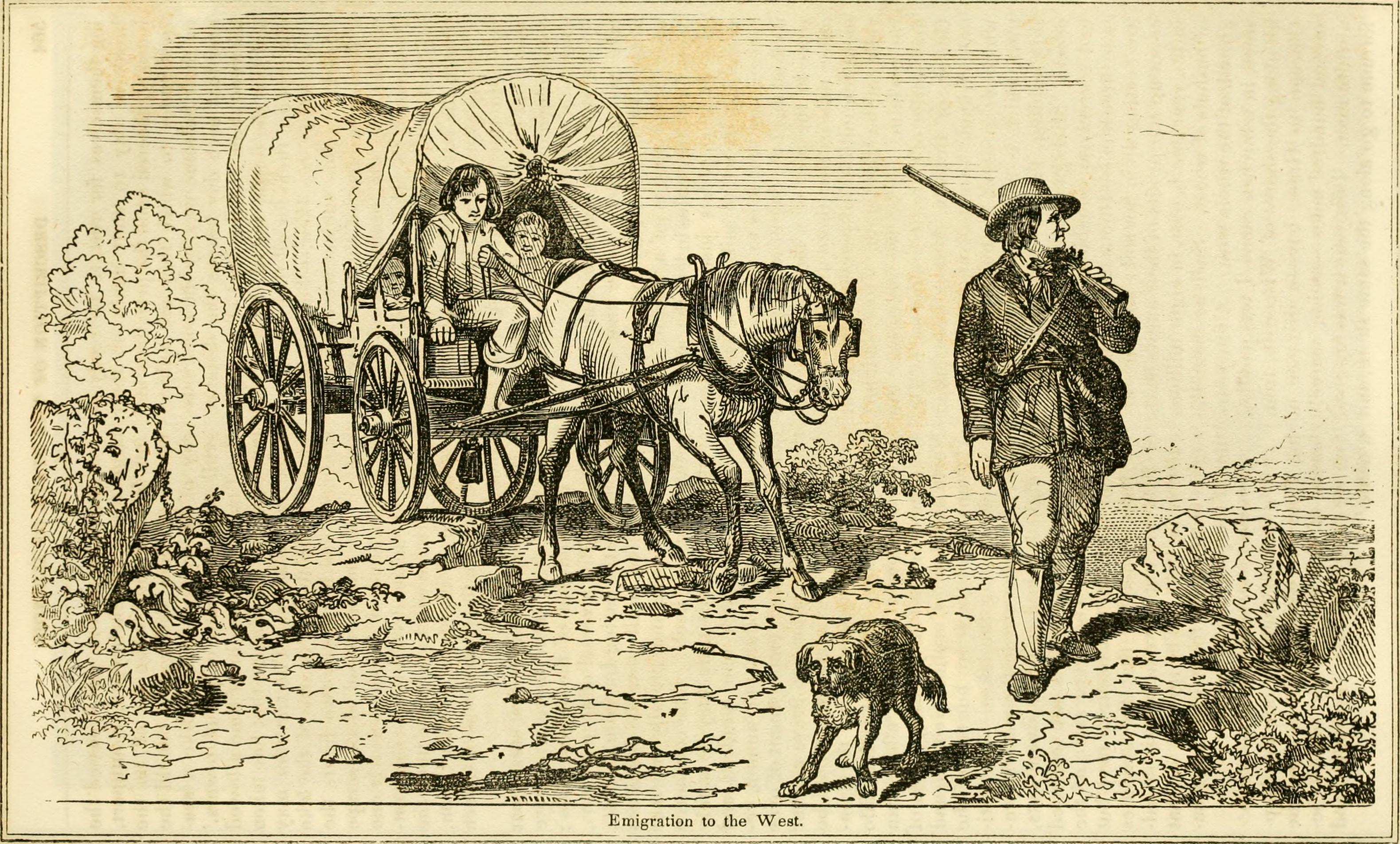
Emigration to the West (1860) – Bildliche Darstellung einer Siedlerfamilie auf dem Treck mit einem „Prairie Schooner“

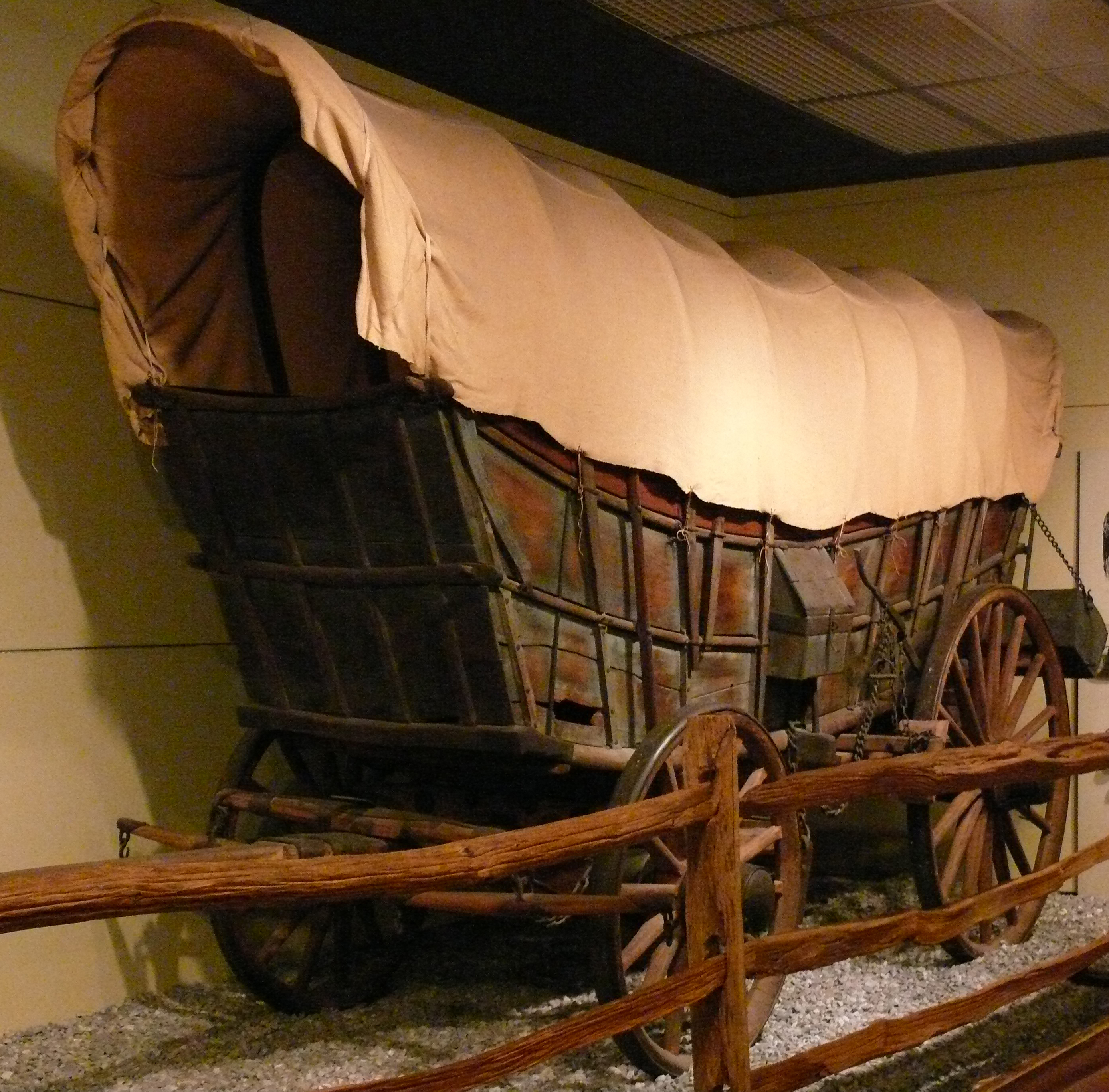
Conestoga-Planwagen, State Museum of Pennsylvania

Historisch spielten Planwagen bei der Erschließung und Besiedelung des nordamerikanischen Westens eine wesentliche Rolle: Man transportierte das Hab und Gut der Familie über weite Strecken durch unwegsames Gebiet mit Hilfe von Planwagen. Dabei kamen auf einen Planwagen meist etwa fünf Personen. Sie wurden von Ochsen oder Pferden, einspännig oder mehrspännig, gezogen:
Seit 1754 war der aus den sog. Planwagenwestern bekannte klassische Planwagen, der relativ leicht gebaute sogenannte „Prairie Schooner“, mit den Siedlerfamilien im Westen Nordamerikas unterwegs. Die Bildung einer Wagenburg bei Indianerangriffen gehörte zu den narrativen und dramaturgischen Standardszenarien dieses Genres.
Ihn ergänzte der sogenannte Conestoga, ein von vier bis sechs Pferden gezogener schwerer Lastwagen, der von den deutschen Auswanderern in Pennsylvania zur Zeit der Kolonialzeit in den USA gebaut wurde.

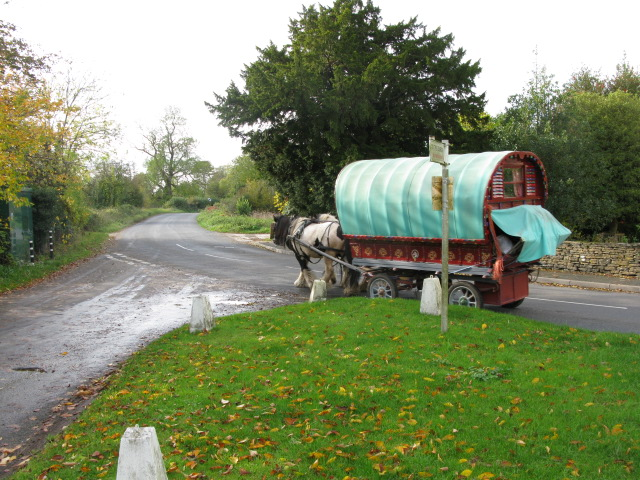
„Fahrende“ mit einem historischen „Zigeunerwagen“ in Irland (2009)

In Europa entstand eine Kategorie „Planwagen“, die von den sogenannten „Fahrenden“ entwickelt und als „Zigeunerwagen“ bekannt wurde. Statt der Plane bestand er weitgehend aus einer festen Schale, die besser gegen Wind und Wetter schützte. In der Form identische Nachbildungen werden noch heute, etwa in der Connemara (Irland), von Touristen als Urlaubsgefährt genutzt.

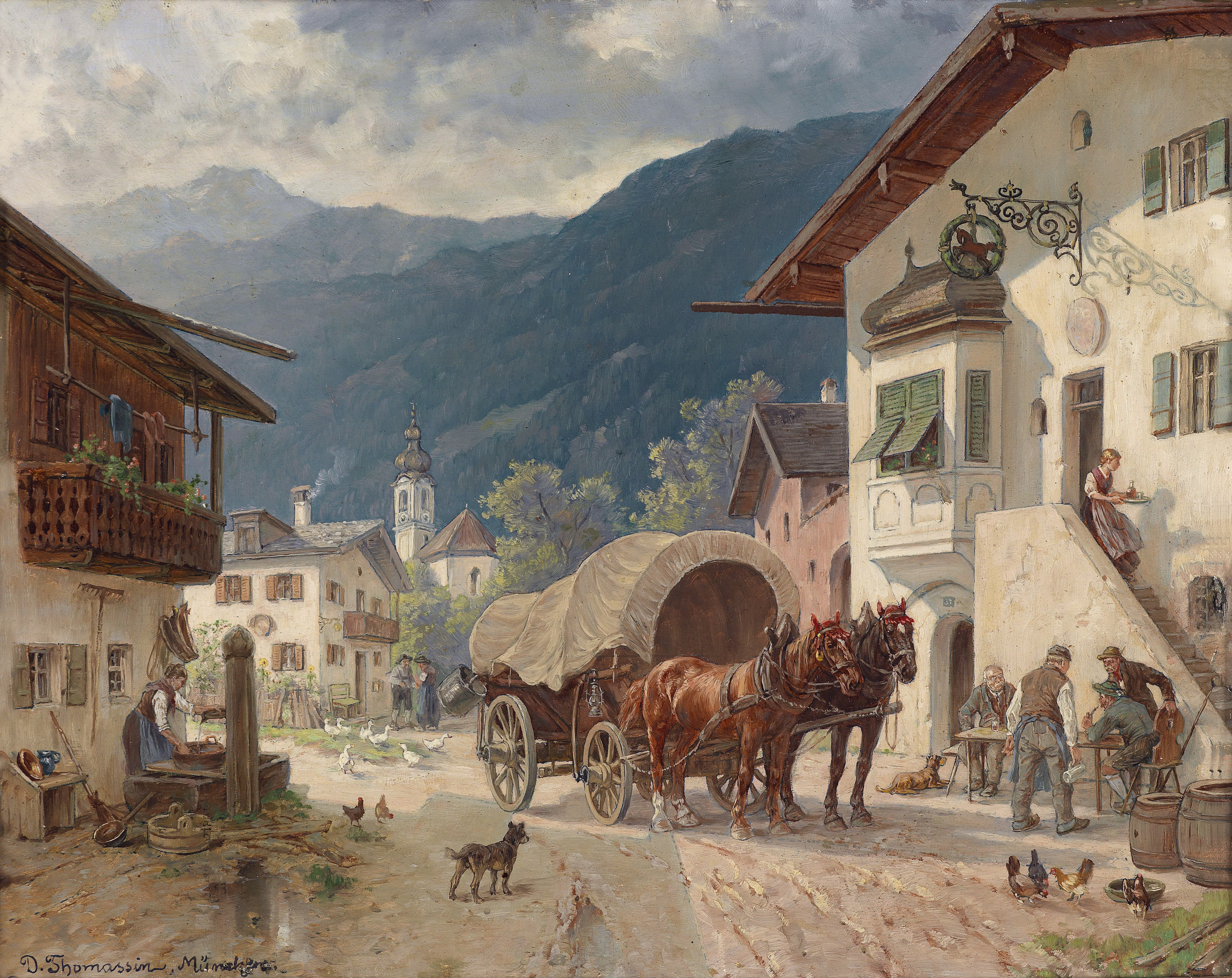
Désiré Thomassin: Rast vor dem Wirtshaus, Ölgemälde (1933)

Aber auch Handeltreibende und Reisende bedienten sich für ihr Fortkommen auf den Straßen Europas landestypischer Planwagen, wie es etwa der österreichische Maler Désiré Thomassin (1858–1933) in einem Bild mit Alpenlandschaft festgehalten hat.

## Touristische Planwagen

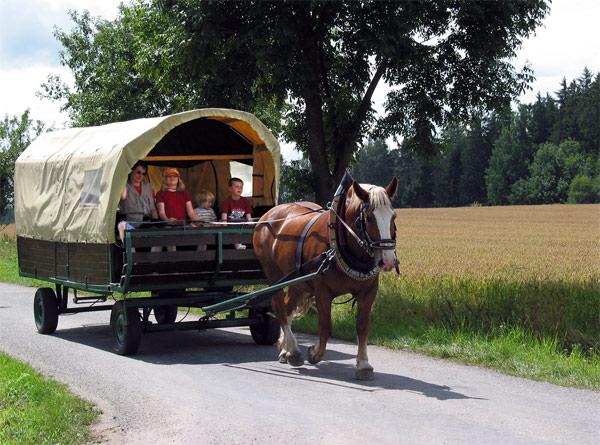
Campingplanwagen in Tschechien

In unserer Zeit werden Planwagenfahrten in Deutschland und anderen Ländern wie beispielsweise Irland, Ungarn oder Tschechien vor allem als Abenteuerurlaub angeboten, wobei die Fahrzeuge meist mit einer einfachen Koch- und Schlafausstattung ausgerüstet sind.

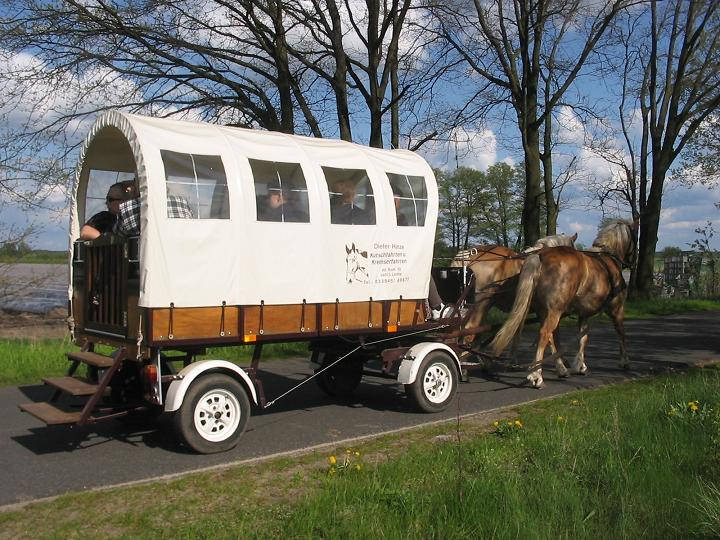
Kutschfahrt am Vatertag 2008 im Naturpark Nuthe-Nieplitz (Brandenburg)

Bei Ausfahrten von Schulklassen und Jugendgruppen dient der Planwagen häufig nur zum Gepäcktransport und zur Aufnahme verletzter oder fußmüder Teilnehmer einer längeren Wanderung. Jugendgruppen und Familien können auf diese Weise auch jüngere Kinder und Ausrüstung wie Zelte, Kochutensilien und Verpflegung auf eine mehrtägige Abenteuerfahrt mitnehmen.
Zu bestimmten Anlässen wie „Erster Mai“, „Vatertag“, Fasching oder Familienfeiern werden auch bisweilen Tagesausflüge kleiner Gruppen ins Freie mit Spiel, Gesang und Lagerfeuererlebnissen gestaltet, wobei der Planwagen als Transportmittel und wetterfeste Unterkunft fungiert.